# Raphionacme caerulea
Raphionacme caerulea är en oleanderväxtart som beskrevs av Eileen Adelaide Bruce. Raphionacme caerulea ingår i släktet Raphionacme och familjen oleanderväxter. Inga underarter finns listade i Catalogue of Life.